# Campionat de França de trial femení
El Campionat de França de trial femení, regulat per la federació francesa de motociclisme, FFM (Fédération Française de Motocyclisme), és la màxima competició de trial en categoria femenina que es disputa a França.

## Llista de guanyadores
A 10 de desembre de 2024
| Temporada | Campiona        | Motocicleta |
| --------- | --------------- | ----------- |
| 2001      | Claire Bertrand | Gas Gas     |
| 2002      | Claire Bertrand | Gas Gas     |
| 2003      | Claire Bertrand | Gas Gas     |
| 2004      | Claire Bertrand | Gas Gas     |
| 2005      | Claire Bertrand | Gas Gas     |
| 2006      | Claire Bertrand | Montesa     |
| 2007      | Sandrine Juffet | Gas Gas     |
| 2008      | Sandrine Juffet | Gas Gas     |
| 2009      | Sandrine Juffet | Gas Gas     |
| 2010      | Sandrine Juffet | Gas Gas     |
| 2011      | Sandrine Juffet | Gas Gas     |
| 2012      | Sandrine Juffet | JTG         |
| 2013      | Sandrine Juffet | JTG         |
| 2014      | Sandrine Juffet | JTG         |
| 2015      | Sandrine Juffet | JGas        |
| 2016      | Pauline Masanes | Gas Gas     |
| 2017      | Laurie Ehrhart  | Sherco      |
| 2018      | Laurie Ehrhart  | Sherco      |
| 2019      | Lenna Volpe     | Sherco      |
| 2020      | Naomi Monnier   | Beta        |
| 2021      | Naomi Monnier   | Gas Gas     |
| 2022      | Alycia Soyer    | TRRS        |
| 2023      | Naomi Monnier   | Gas Gas     |
| 2024      | Naomi Monnier   | Montesa     |

## Estadístiques

### Campiones amb més de 3 títols
A 10 de desembre de 2024
| Pilot           | Títols |
| --------------- | ------ |
| Sandrine Juffet | 9      |
| Claire Bertrand | 6      |
| Naomi Monnier   | 4      |